# 田丸卓郎
田丸 卓郎（たまる たくろう、1872年10月27日（明治5年9月25日） - 1932年（昭和7年）9月22日）は、日本の物理学者。岩手県盛岡市出身。化学者の田丸節郎は弟。

## 経歴
盛岡大清水小路にて旧盛岡藩士・田丸十郎とセンの次男として生まれた。1879年（明治12年）には伯父である中原雅郎一家とともに暮らし、宮城県師範学校附属小学校、東京師範学校附属小学校へ通った。
1895年（明治28年）、(東京)帝国大学理科大学物理学科卒業。第五高等学校教授
、京都帝国大学助教授、1901〜1905年ドイツのハイデルベルク大学留学を経て、1900年（明治33年）に東京帝国大学理科大学助教授。 1907年には理学部理論物理学第二講座教授となる。
1916年（大正5年）、東京帝国大学航空学調査会委員、1923年、東大航空研究所長事務取扱。熱心なローマ字論者で、1909年7月に田中館愛橘と日本のローマ字社を設立した。1930年6月15日には『ローマ字国字論』を刊行した。
ローマ字で刻まれた墓所が東京都文京区の清林寺に所在。

## 親族
- 弟の田丸節郎（1879－1944）はドイツに留学（1908年）、カイザー・ヴィルヘルム研究所化学部の助手を務め、フリッツ・ハーバーのもとでアンモニア合成を研究。のちに三菱商事の顧問として日独の化学技術の特許権売買に携わった[6]。帰国後、理化学研究所研究員となり、東京工業大学教授に就任、日本学術振興会の創設にも尽力した。
- 伯父の中原雅郎は、家禄百石中原勝弥の嫡子として生れ、維新後盛岡洋学校を設立。のち広島師範学校教授、兵庫県姫路中学校長などを務めた[7]。
- 雅郎の弟の中原貞七は、盛岡洋学校、宮城外国語学校、仙台中学校、東京帝国大学予備門、同大学文学部政治理財科を経て、東京駿河台の私立成立学舎の舎長となったのち[7]、各地の旧制中学の校長を歴任した。

## 栄典
- 1912年（大正元年）12月18日 - 勲五等瑞宝章[8]
- 1918年（大正7年）6月29日 - 勲三等瑞宝章[9]
- 1927年（昭和2年）10月15日 - 従三位[10]

## 編著書
- 物理学教科書 編 開成館 1902.1 (新世紀教科叢書)
- 物理学新教科書 編 開成館 1902.10
- 羅馬字文の書き方 三省堂書店 1906
- 中等教育物理学講義 開成館 1912
- 振動 日本のろーま字社 1912 (理学 1之巻)
- ローマ字国字論 日本のろーま字社 1914
- ローマ字文の研究 日本のローマ字社 1920
- ローマ字模範読本 編 日本のローマ字社 1923
- 力学の教科書 日本のローマ字社 1925 (理学 4之巻)
- 文法字引 日本のローマ字社 1929
- ローマ字讀み方 田中舘愛橘、芳賀矢一合著 第19版 日本のローマ字社 1932.5
- 故田丸博士論文選集 日本式ローマ字の歴史と展開 土岐善麿編 日本のローマ字社 1934
- ローマ字文の書き方の大綱 日本のローマ字社 1934
- Rikigaku 岩波書店 1935-1937
- Rômazibun ni tukau KANTANNA BUNPÔ-ZIBIKI （Nippon-no-Rômazi-Sya、発行年不明、孔版手書き、本文91頁＋ローマ字文の書き方の大綱19頁）